# Stewartstown (Nou Hampshire)
Stewartstown és una població dels Estats Units a l'estat de Nou Hampshire. Segons el cens del 2000 tenia 1.012 habitants.

## Demografia
Segons el cens del 2000, Stewartstown tenia 1.012 habitants, 371 habitatges, i 241 famílies. La densitat de població era de 8,4 habitants per km².
Dels 371 habitatges en un 31,5% hi vivien nens de menys de 18 anys, en un 50,4% hi vivien parelles casades, en un 7,8% dones solteres, i en un 34,8% no eren unitats familiars. En el 27,8% dels habitatges hi vivien persones soles el 9,7% de les quals corresponia a persones de 65 anys o més que vivien soles. El nombre mitjà de persones vivint en cada habitatge era de 2,42 i el nombre mitjà de persones que vivien en cada família era de 2,91.
Per edats la població es repartia de la següent manera: un 23,1% tenia menys de 18 anys, un 7,5% entre 18 i 24, un 27,3% entre 25 i 44, un 24,4% de 45 a 60 i un 17,7% 65 anys o més.
L'edat mediana era de 39 anys. Per cada 100 dones de 18 o més anys hi havia 106,9 homes.
La renda mediana per habitatge era de 30.700$ i la renda mediana per família de 34.911$. Els homes tenien una renda mediana de 29.286$ mentre que les dones 21.313$. La renda per capita de la població era de 17.231$. Entorn del 9% de les famílies i l'11,5% de la població estaven per davall del llindar de pobresa.